# Slaŭharad
Slaŭharad (in bielorusso Слаўгарад?) è un comune della Bielorussia, situato nella regione di Mahilëŭ. Prima del 1945 era chiamata Propojsk. Diede i natali al compositore Osip Antonovič Kozlovskij.